# Беон (Јон)
Беон (фр. Béon) је насеље и општина у источном делу централне Француске у региону Бургоња, у департману Јон која припада префектури Осер.
По подацима из 2011. године у општини је живело 523 становника, а густина насељености је износила 33,94 становника/km². Општина се простире на површини од 15,41 km². Налази се на средњој надморској висини од 150 метара (максималној 217 m, а минималној 77 m).

## Демографија
| 1962. | 1968. | 1975. | 1982. | 1990. | 1999. | 2011. |
| ----- | ----- | ----- | ----- | ----- | ----- | ----- |
| 316   | 328   | 320   | 406   | 455   | 476   | 523   |

График промене броја становника у току последњих година